# Piesienica (rzeka)

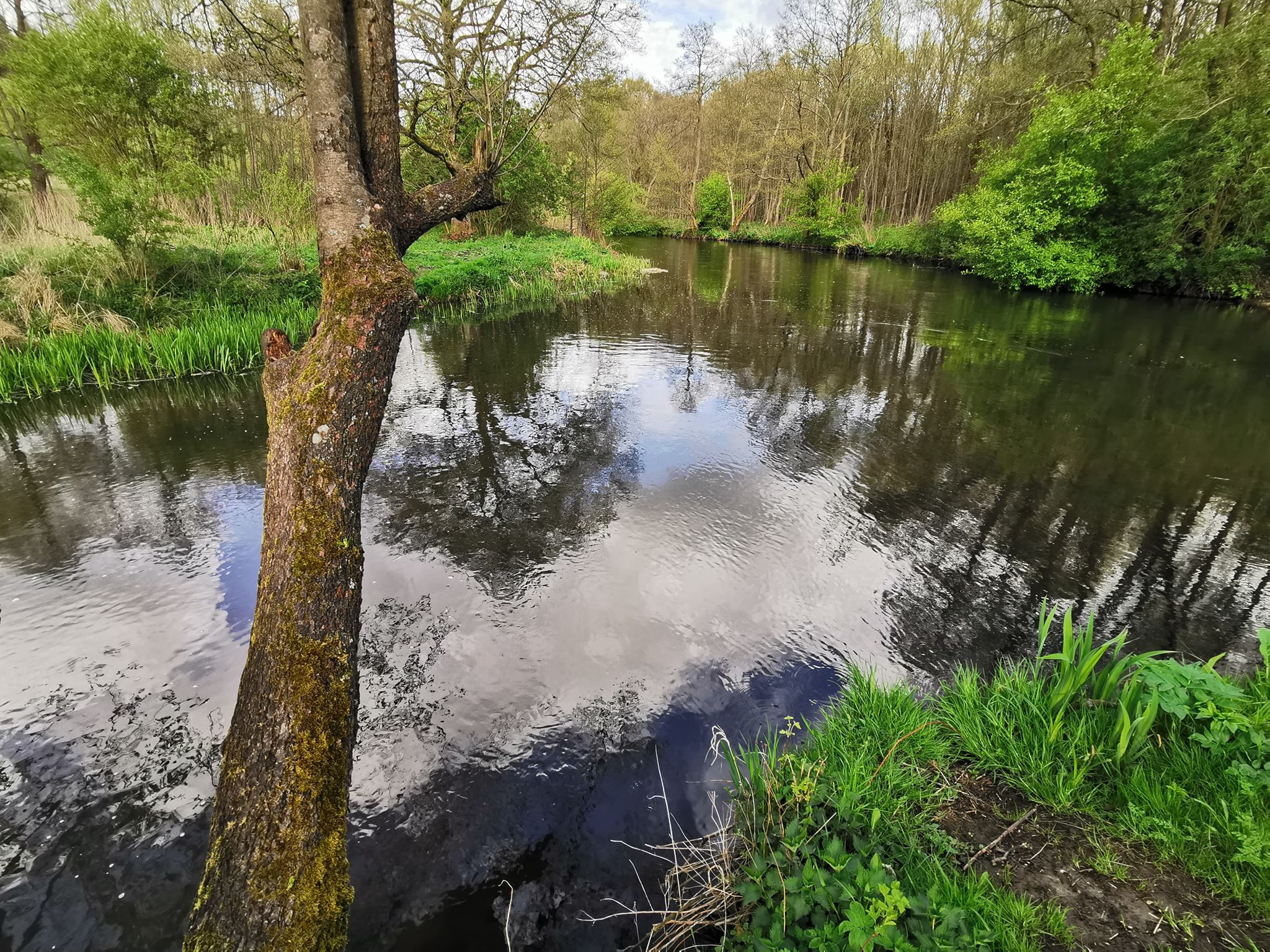
Piesienica wpadająca do Wierzycy

Piesienica – rzeka na Kociewiu, prawy dopływ Wierzycy o długości 23,26 km. Źródła rzeki znajdują się na zachód od Zblewa na północnym krańcu kompleksu leśnego Borów Tucholskich. Jeden z cieków źródłowych rzeki wypływa z jeziora Niedackiego. Uchodzi do Wierzycy na zachód od Starogardu Gdańskiego.

## Miejscowości nad rzeką
- Zblewo
- Piesienica
- Nowa Wieś Rzeczna